# فرودگاه کیتزینگن
فرودگاه کیتزینگن (به انگلیسی: Kitzingen Airport) یک فرودگاه غیرنظامی با کد یاتا KGZ است که یک باند فرود آسفالت دارد و طول باند آن ۲۱۳۰ متر است. این فرودگاه در کشور آلمان قرار دارد و در ارتفاع ۲۱۰ متری از سطح دریا واقع شده است.